# Liste von Persönlichkeiten der Stadt Pisa
Diese Liste enthält in Pisa geborene Persönlichkeiten sowie solche, die in Pisa gewirkt haben, dabei jedoch andernorts geboren wurden. Die Liste erhebt keinen Anspruch auf Vollständigkeit.

## In Pisa geborene Persönlichkeiten

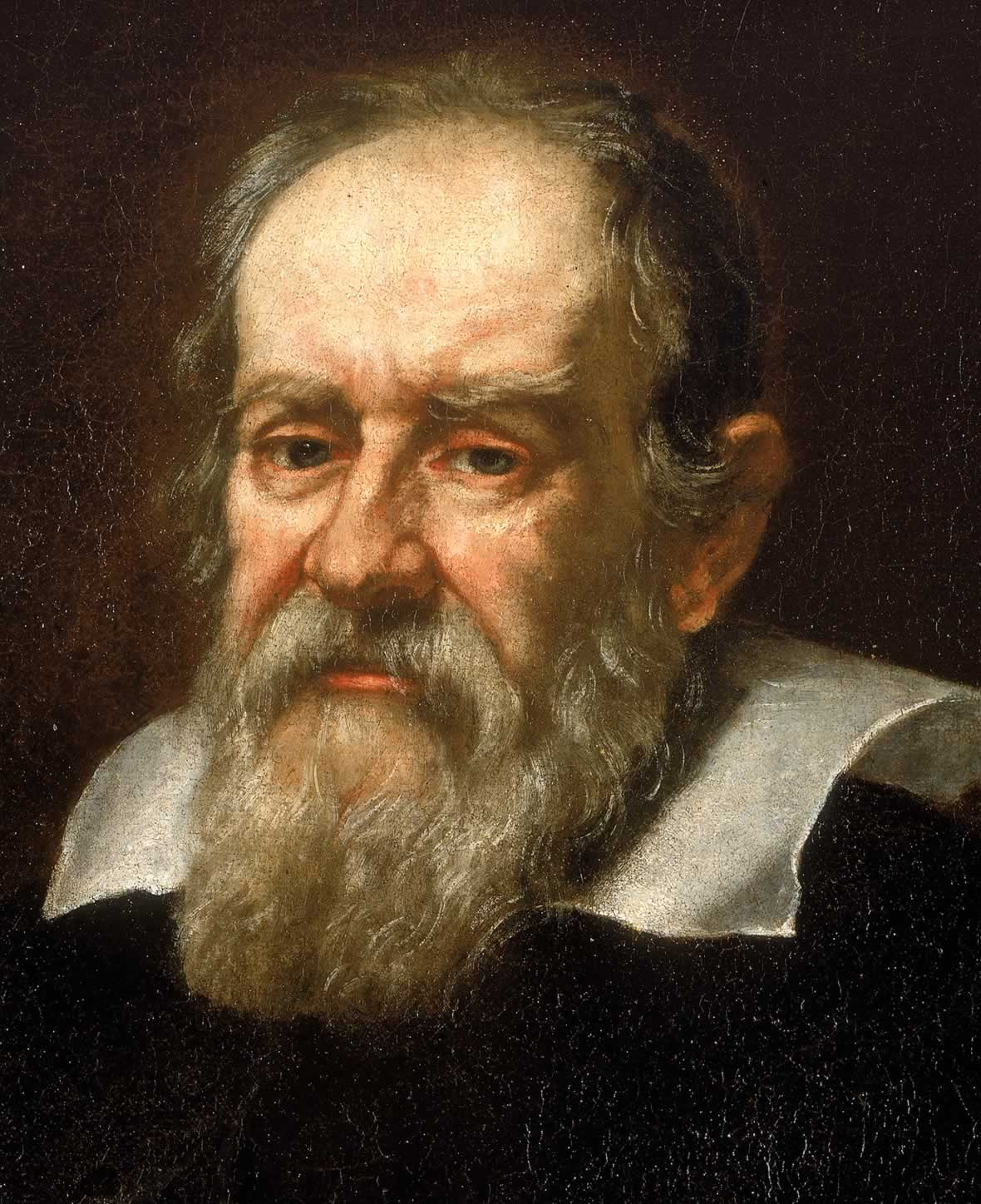
Galileo Galilei

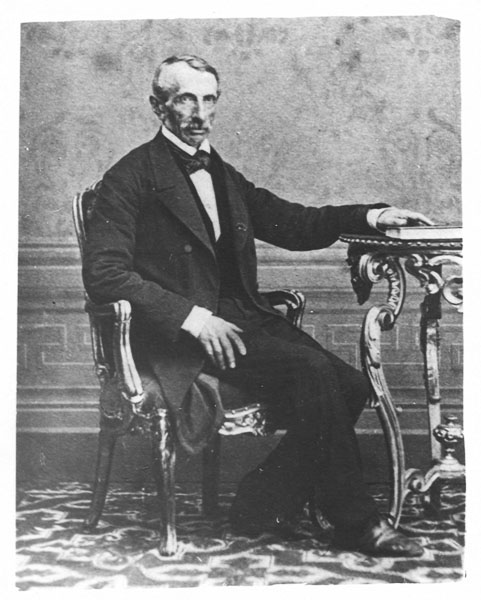
Paolo Savi

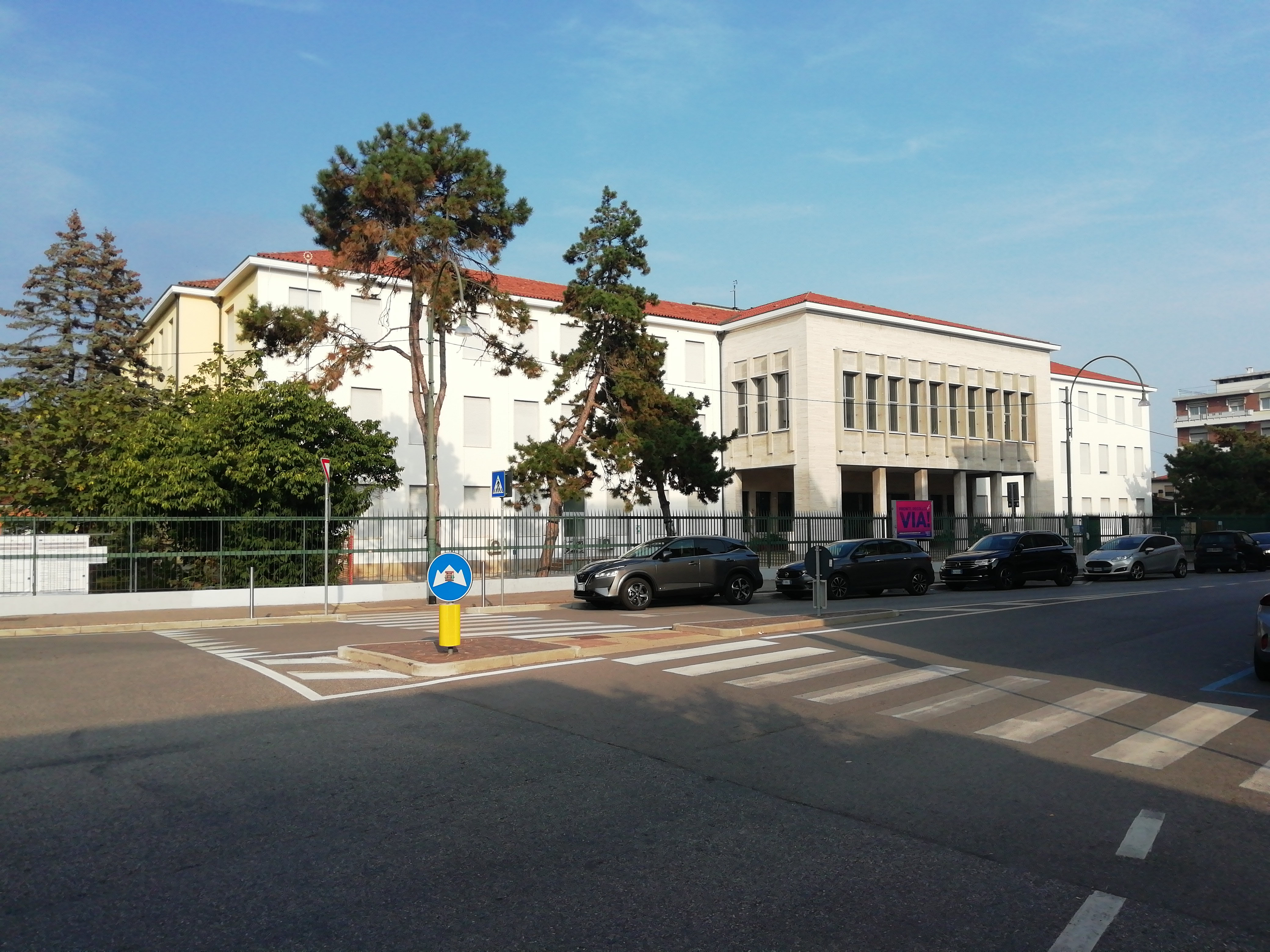
Antonio Pacinotti

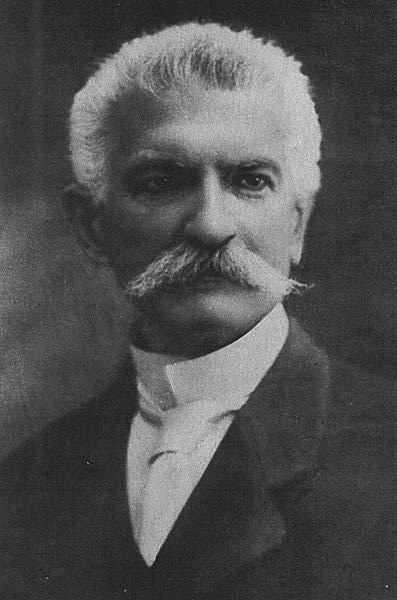
Sidney Sonnino

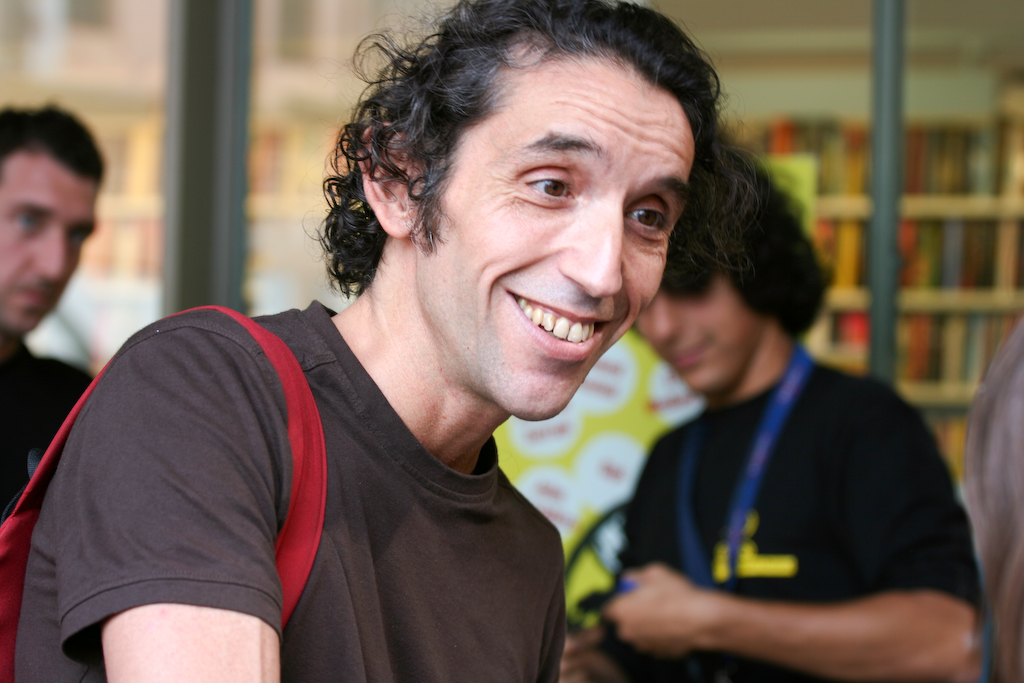
Gipi

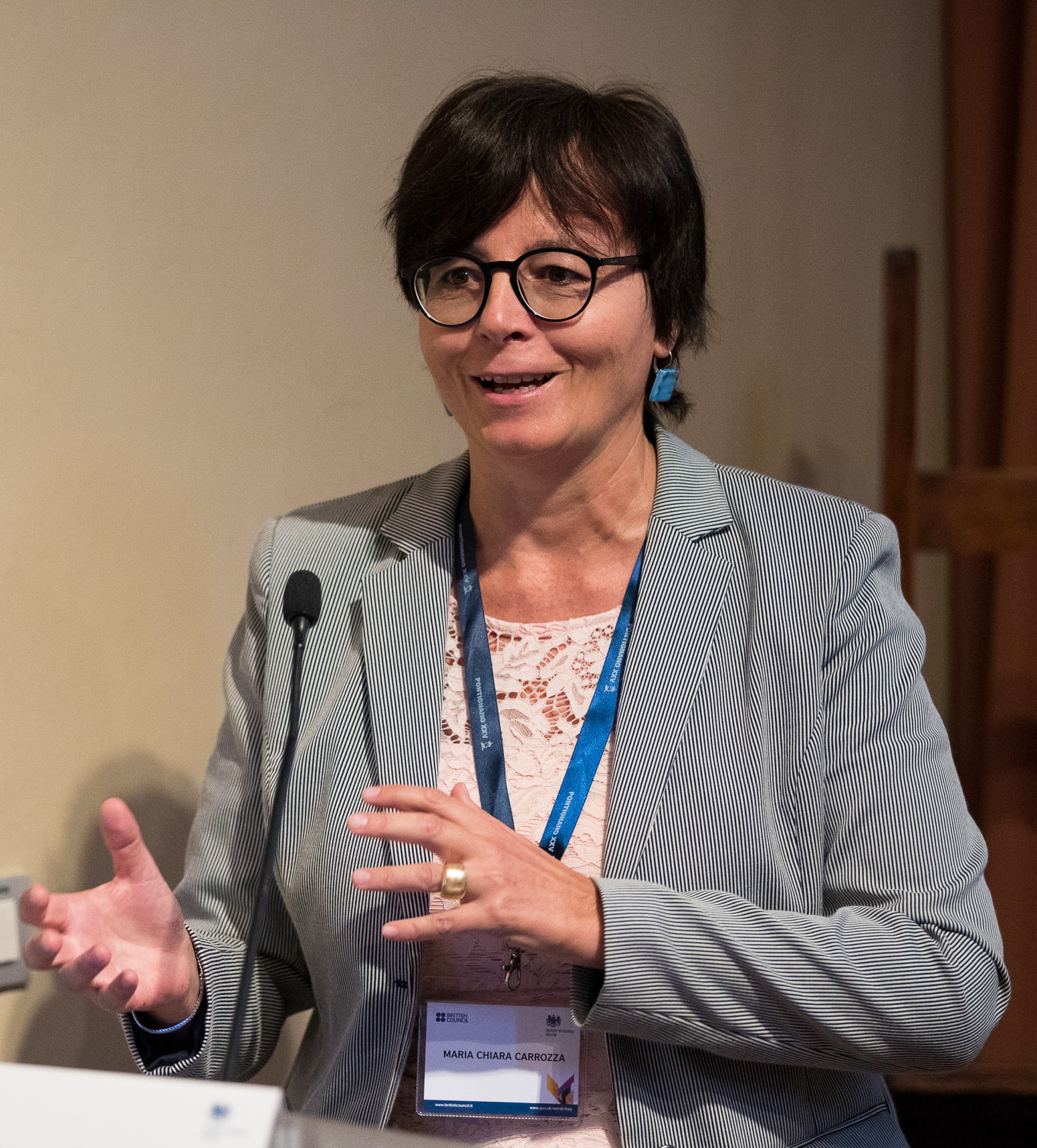
Maria Chiara Carrozza

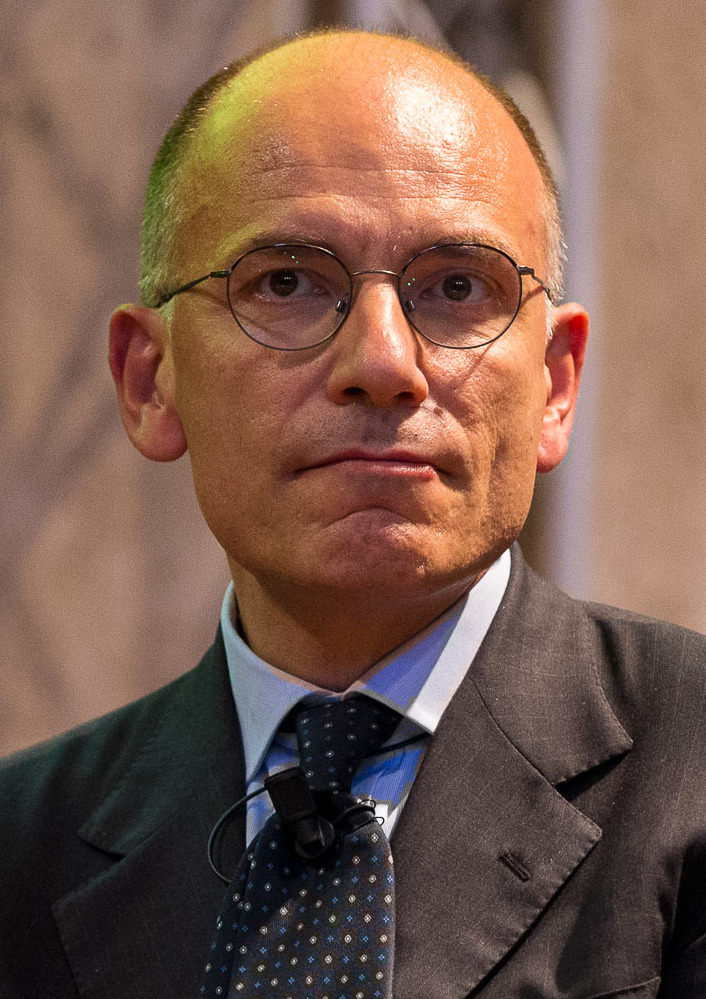
Enrico Letta

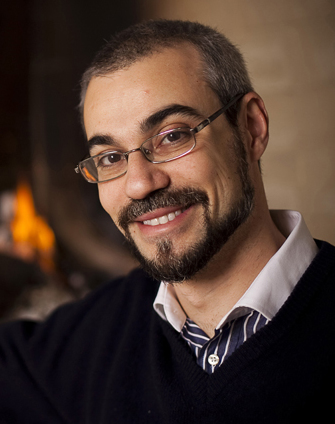
Marco Mavaldi

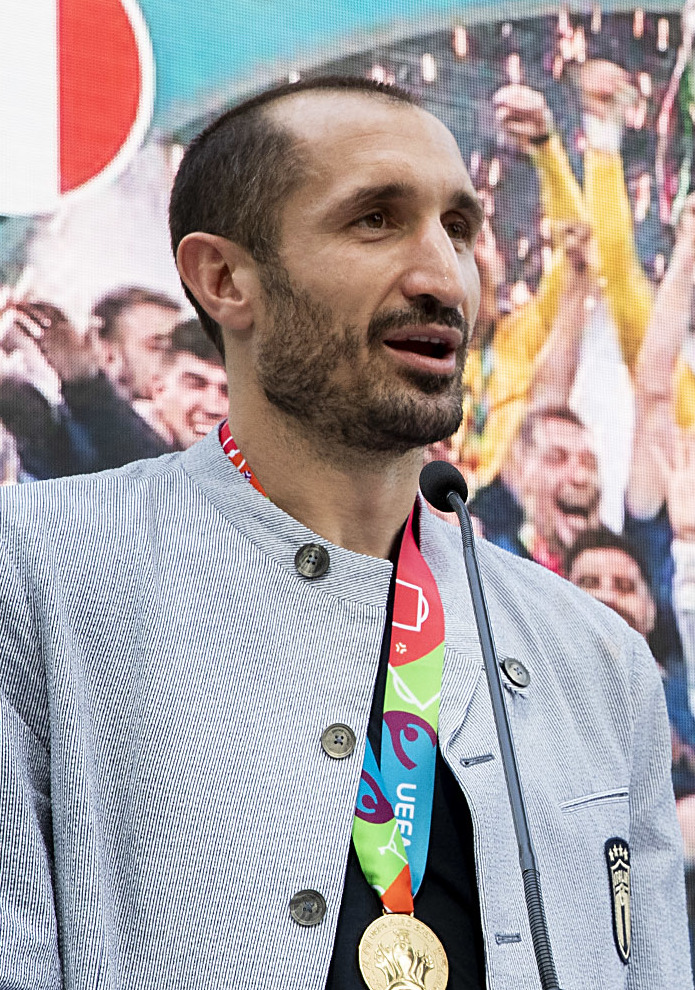
Giorgio Chiellini

### Bis 1600
- Torpes von Pisa (?–66), christlicher Märtyrer und Heiliger
- Lucius Venuleius Apronianus Octavius Priscus (um 110–2. Jh.), römischer Konsul
- Bonanno Pisano (12. Jh.), Architekt und Bildhauer
- Guido de Summa (?–1151), Kardinal
- Eugen III. (?–1153), Papst
- Rainer von Pisa (um 1116–1160), Einsiedler und Heiliger
- Ranieri Bottacci (?–1170), Konsul
- Rolando von Dol (?–1187/1188), Bischof
- Bona von Pisa (um 1156–1207), katholische Augustinerterziarin und Mystikerin
- Leonardo Fibonacci (um 1170–nach 1240), Mathematiker
- Agnellus von Pisa (1194–1232), Franziskaner und Seliger
- Albert von Pisa (um 1200–1240), Franziskaner und Theologe
- Hubaldus aus Pisa (?–nach 1252), Notar
- Ugolino della Gherardesca (um 1220–1286), Adeliger und Militär
- Johannes Fasolus (1223–1286), Rechtsgelehrter
- Rustichello da Pisa (13. Jh. – 13./14. Jh.), Verfasser von Ritterromanen und Koautor der Reiseberichte des Marco Polo
- Giovanni Pisano (um 1248–1318), Baumeister und Bildhauer
- Giovanni di Balduccio (um 1300–um 1349), Bildhauer
- Fazio degli Uberti (um 1309–um 1367), Dichter
- Bartholomäus von Pisa (um 1338–um 1401), Geistlicher und Seliger
- Petrus Gambacorta (um 1355–1435), Eremit und Ordensgründer
- Antonio Pisanello (1395–um 1455), Maler
- Pietro Balbi (1399–1479), Humanist und Bischof von Tropea
- Isaia da Pisa (um 1410–u, 1464), Bildhauer
- Bartolomeo de Spina (um 1475–um 1546), Inquisitor und Theologe
- Aurelio Lomi (1556–1623/24), Maler
- Orazio Gentileschi, eigtl. Lomi (1563–1639), Maler
- Galileo Galilei (1564–1642), Philosoph, Mathematiker, Physiker und Astronom

### 1601–1900
- Giovanni Carlo Clari (1677–1754), Kapellmeister und Komponist
- Francesco Ciampi (1690–nach 1764), Violinist und Komponist
- Eligio Celestino (1739–1812), Geiger, Komponist und Kapellmeister
- Filippo Buonarroti (1761–1837), Politiker und Publizist
- Giovanni Alliata (?–1816), Geistlicher
- Rainer von Österreich (1783–1853), Erzherzog von Österreich und Vizekönig von Lombardo-Venetien
- Paolo Savi (1798–1871), Geologe und Ornithologe
- Ippolito Rosellini (1800–1843), Ägyptologe
- Juan Contreras (1807–1881), spanischer General
- Giambattista Donati (1826–1873), Astronom
- Odoardo Borrani (1833–1905), Maler
- Alessandro D’Ancona (1835–1914), Literaturhistoriker
- Antonio D’Achiardi (1839–1902), Mineraloge
- Antonio Pacinotti (1841–1912), Physiker
- Ulisse Dini (1845–1918), Mathematiker
- Sidney Sonnino (1847–1922), Politiker, 1906 und von 1909 bis 1910 Ministerpräsident Italiens
- Igino Benvenuto Supino (1858–1940), Maler und Kunsthistoriker
- Peider Lansel (1863–1943), Schweizer Literat und Romanist
- Raffaele Carlo Rossi (1876–1948), Kurienkardinal der römisch-katholischen Kirche
- Titta Ruffo (1877–1953), Opernsänger (Bariton)
- Paolo D’Ancona (1878–1964), Kunsthistoriker
- Pietro D’Achiardi (1879–1940), Maler und Kunsthistoriker
- Jean de Sperati (1884–1957), Briefmarkenfälscher
- Guido Buffarini-Guidi (1895–1945), faschistischer Politiker
- Francesco Fausto Nitti (1899–1974), Journalist und Antifaschist

### 1901–1950
- Eugenio Calò (1906–1944), Widerstandskämpfer
- Guido Pontecorvo (1907–1999), italienisch-britischer Genetiker
- Enzo Carli (1910–1999), Kunsthistoriker und Hochschullehrer
- Piero Pierotti (1912–1970), Filmregisseur und Drehbuchautor
- Bruno Pontecorvo (1913–1993), Physiker
- Silvano Arieti (1914–1981), Psychiater, Psychoanalytiker und Hochschullehrer
- Liana Millu, (1914–2005), Schriftstellerin und Holocaust-Überlebende
- Sergio Bertoni (1915–1995), Fußballspieler und -trainer
- Tommaso Palamidessi (1915–1983), Astrologe und Esoteriker
- Giuseppe Masini (* 1916), Filmschaffender
- Gillo Pontecorvo (1919–2006), Filmregisseur
- Tommaso Maestrelli (1922–1976), Fußballspieler und -trainer
- Piero Nelli (1926–2014), Dokumentarfilmer und Filmregisseur
- Valentino Orsini (1927–2001), Drehbuchautor und Filmregisseur
- Girolamo Arnaldi (1929–2016), Historiker und Hochschullehrer
- Piero del Papa (1938–2018), Boxer
- Roberto Malenotti (* 1939), Filmregisseur
- Ivano Bertini (1940–2012), Chemiker
- Paolo Breccia (* 1941), Filmregisseur und Drehbuchautor
- Paolo Benvenuti (* 1946), Dokumentarfilmer und Filmregisseur
- Ferdinando Nelli Feroci (* 1946), Diplomat und EU-Beamter
- Faliero Rosati (* 1946), Filmregisseur und Drehbuchautor
- Vittoria Borsò (* 1947), Literatur- und Kulturwissenschaftlerin
- Giovanni Paolo Benotto (* 1949), katholischer Geistlicher, Erzbischof von Pisa
- Marco Benedetti (* 1950), EU-Beamter
- Gian Maria Varanini (* 1950), Historiker

### Ab 1951
- Mauro Meacci (* 1955), Benediktinerabt
- Giovanni Bongiorni (* 1956), Leichtathlet
- Soozie Tyrell (* 1957), US-amerikanische Musikerin
- Giovanni Galli (* 1958), Fußballspieler
- Marco Prastaro (* 1962), katholischer Geistlicher, Bischof von Asti
- Andrea Balestri (* 1963), Kinderschauspieler
- Antonella Ghignoli (* 1963), Historikerin
- Gipi eigentlich Gian Alfonso Pacinotti (* 1963), Comic-Künstler und Filmemacher
- Alessandro Golinelli (* 1963), Schriftsteller
- Dario Marianelli (* 1963), Filmmusikkomponist
- Annapia Gandolfi (* 1964), Fechterin
- Maria Chiara Carrozza (* 1965), Hochschullehrerin, Wissenschaftsmanagerin und Politikerin
- Alessio Corti (* 1965), Mathematiker
- Letizia Jaccheri (* 1965), Informatikerin
- Enrico Letta (* 1966), Politiker
- Alessio Galletti (1968–2005), Radrennfahrer
- Roberto Lacorte (* 1968), Unternehmer, Segler und Autorennfahrer
- Michele Bartoli (* 1970), Radrennfahrer
- Nicola Fratoianni (* 1972), Politiker
- Petra Magoni (* 1972), Sängerin und Schauspielerin
- Fabio Lione (* 1973), Sänger
- Wee Man (* 1973), US-amerikanischer Schauspieler
- Mirko Puglioli (* 1973), Radrennfahrer
- Alessandro Birindelli (* 1974), Fußballspieler
- Marco Malvaldi (* 1974), Schriftsteller
- Maurizio Baglini (* 1975), Pianist
- Salvatore Sanzo (* 1975), Florettfechter
- Marco Storari (* 1977), Fußballspieler
- Gionatha Spinesi (* 1978), Fußballspieler
- Simone Vanni (* 1979), Fechter
- Alessandro De Francesco (* 1981), Poet, Theoretiker und Klangkünstler
- Daniele Mannini (* 1983), Fußballspieler
- Giorgio Chiellini (* 1984), Fußballspieler
- Tiberio Guarente (* 1985), Fußballspieler
- Daniele Meucci (* 1985), Langstreckenläufer
- Matteo Marrai (* 1986), Tennisspieler
- Francesco Motta (* 1986), Cantautore
- Leonardo Pinizzotto (* 1986), Radrennfahrer
- Susanna Ceccardi (* 1987), Politikerin
- Martina Batini (* 1989), Florettfechterin
- Nadir Caselli (* 1989), Schauspielerin und Model
- Eliot Sumner (* 1990), englische Musikerin
- Anna Bongiorni (* 1993), Leichtathletin
- Kety Fusco (* 1995), italienisch-schweizerische Harfenistin und Komponistin
- Lucia Di Guglielmo (* 1997), Fußballspielerin
- Andrea Favilli (* 1997), Fußballspieler
- Gabriele Frangipani (* 2001), Eiskunstläufer
- Francesco Maestrelli (* 2002), Tennisspieler

## Berühmte Einwohner von Pisa

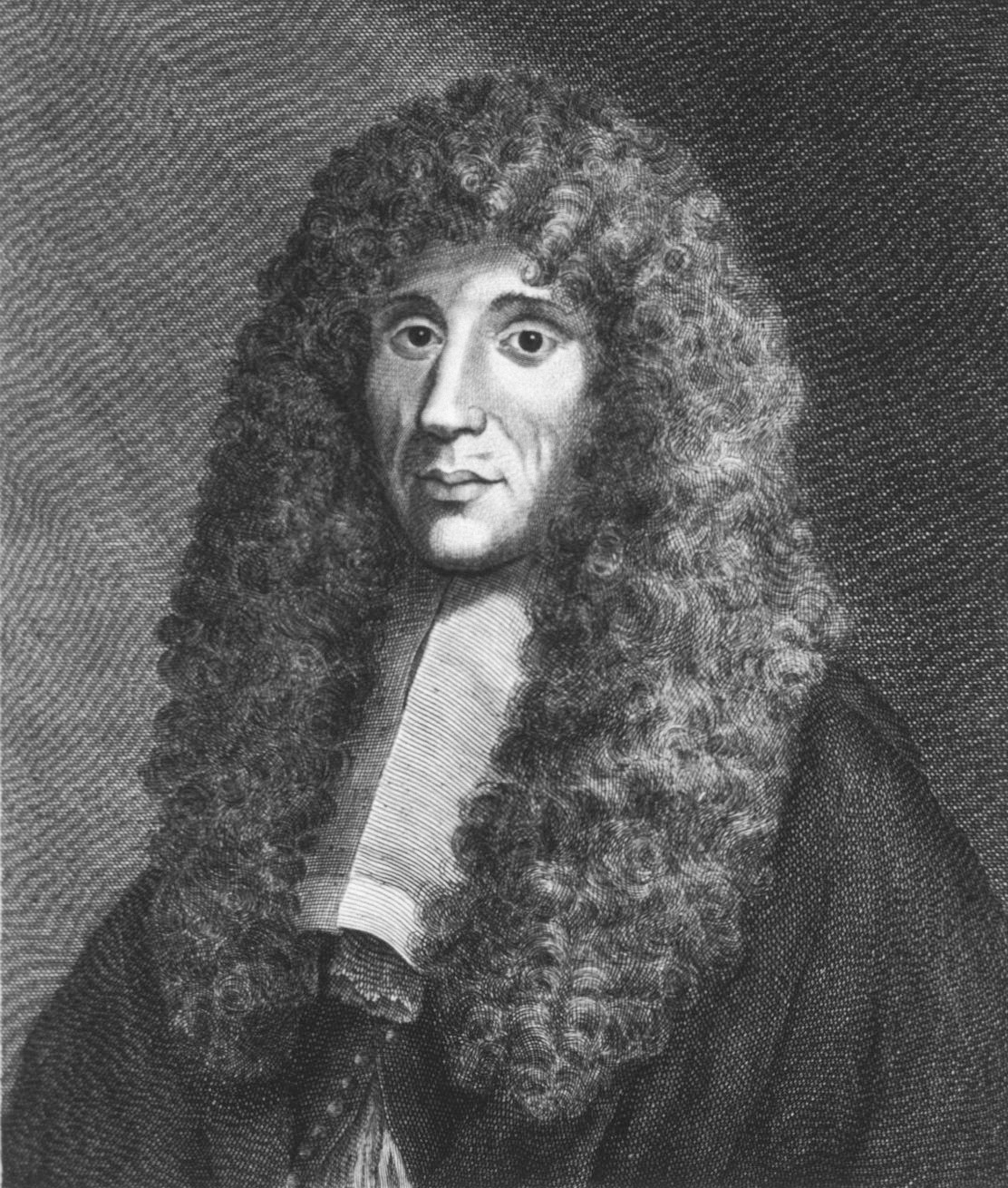
Francesco Redi

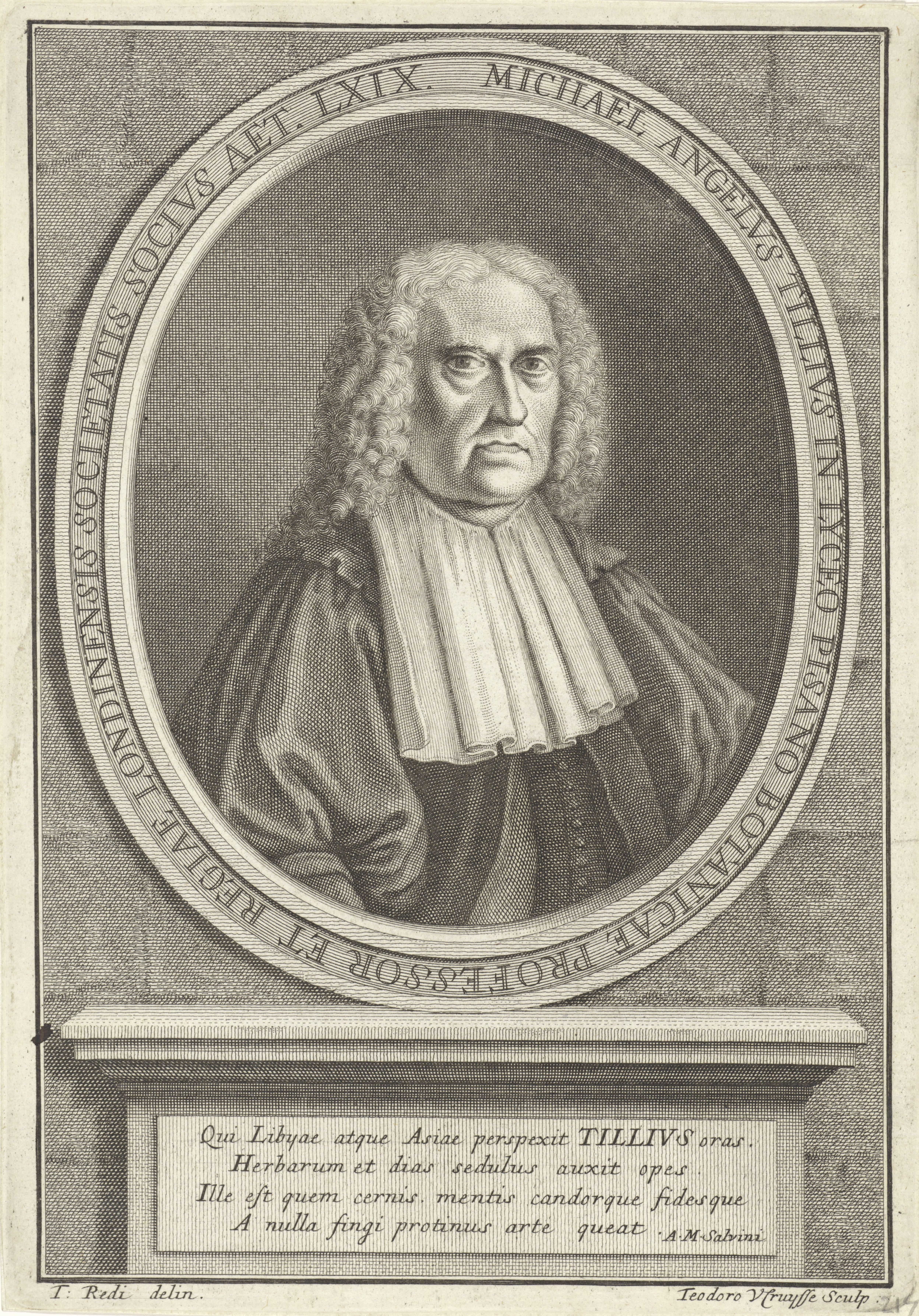
Michelangelo Tilli

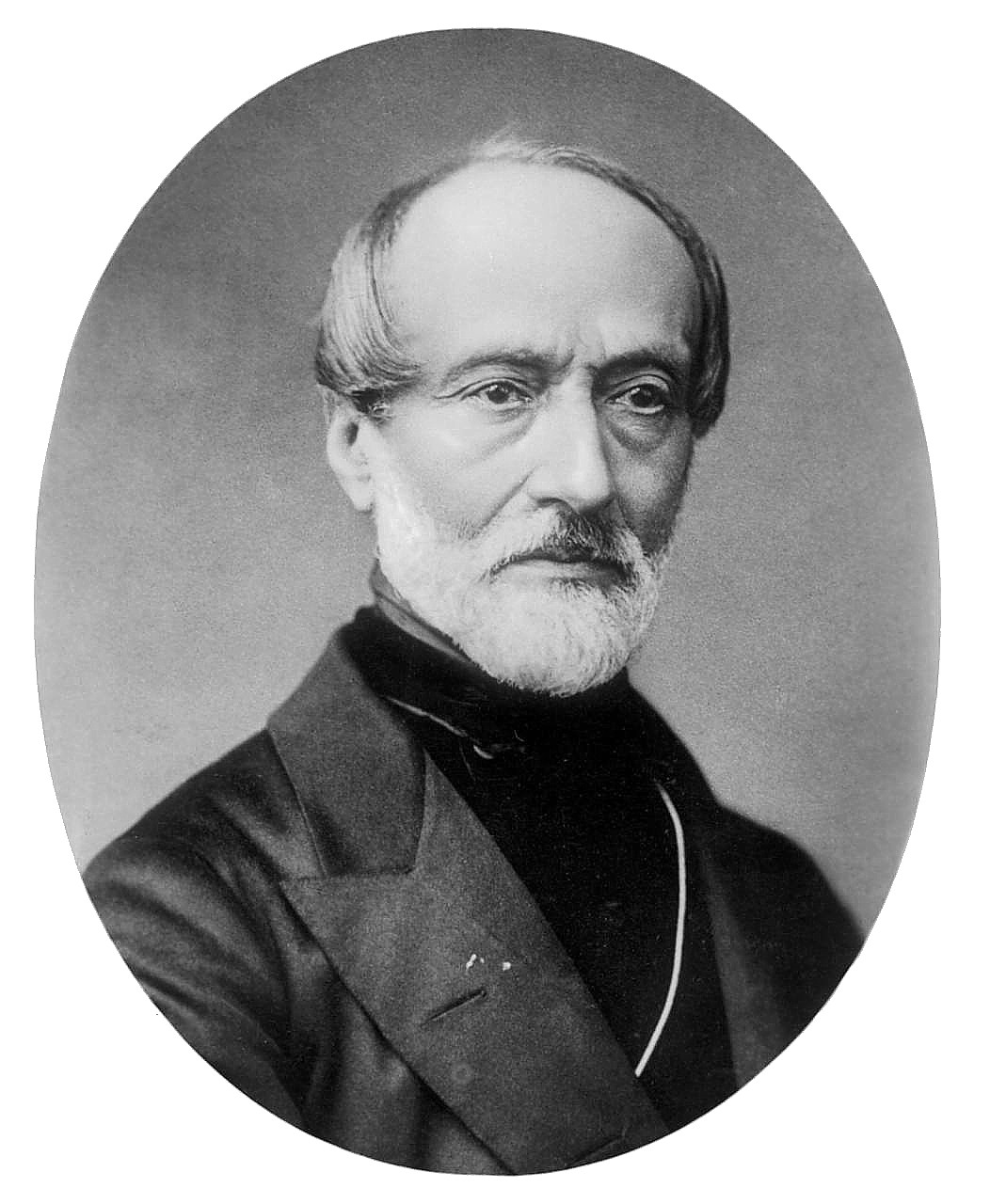
Giuseppe Mazzini

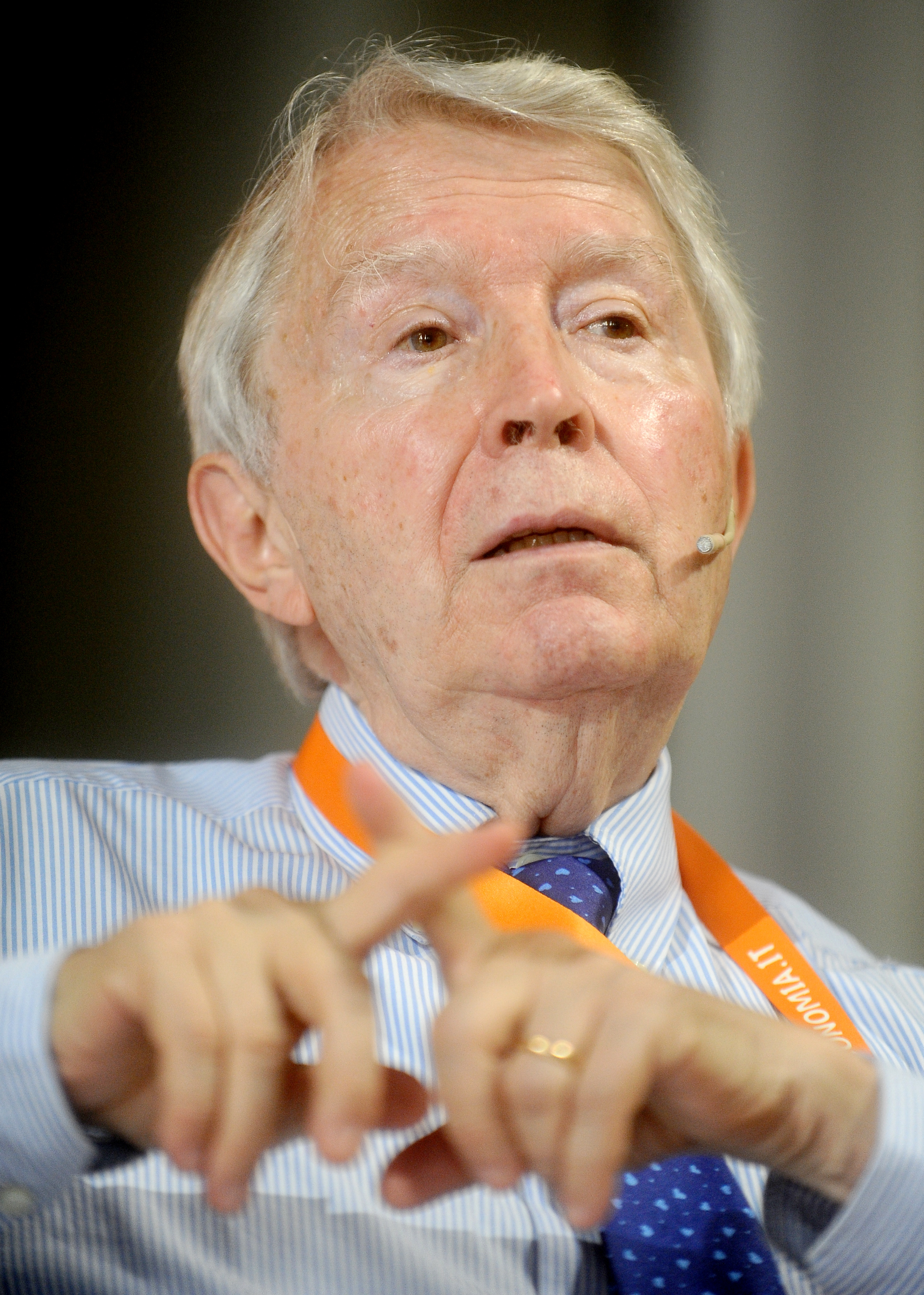
Remo Bodei

- Petrus von Pisa (?–≈799), Gelehrter
- Dagobert von Pisa (?–1107), Erzbischof von Pisa und Patriarch von Jerusalem
- Giunta Pisano (12./13. Jh.), Maler
- Ubaldesca Taccini (1136–1206), Geistliche und Heilige
- Johann Parricida (1290–1313), Königsmörder
- Francesco Traini (?–1365), Maler
- Piero Vaglienti (≈1438–nach 1514), Kaufmann und Autor
- Stoldo Lorenzi (1533/1534–1583), Bildhauer
- Antonio Brunelli (1577–1630), Kapellmeister, Musiktheoretiker und Komponist
- Paganino Gaudenzi (1595–1649), Schweizer katholischer Theologe, Priester, Dichter und Universalgelehrter
- Vincenzo Renieri (1606–1647), Mathematiker und Astronom
- Francesco Redi (1626–1697), Arzt, Parasitologe und Toxikologe
- Michelangelo Tilli (1655–1740), Arzt und Botaniker
- Guido Grandi (1671–1742), Kamaldulenser und Mathematiker
- Christian Joseph Lidarti (1730–1795), Komponist
- Filippo Maria Gherardeschi (1738–1808), Komponist und Organist
- Pietro Rossi (1738–1804), Naturwissenschaftler und Entomologe
- Giovanni Domenico Anguillesi (1766–1833), Schriftsteller
- Gaetano Savi (1769–1844), Botaniker
- Ottaviano Fabrizio Mossotti (1791–1863), Physiker und Astronom
- Giuseppe Mazzini (1805–1872), Freiheitskämpfer des Risorgimento
- Giuseppe Meneghini (1811–1889), Geologe, Paläontologe, Chirurg, Augenheilkundler und Autor
- Giovanni Arcangeli (1840–1921), Botaniker
- Giuseppe Toniolo (1845–1918), Wirtschaftshistoriker, Ökonom und Soziologe
- Eugenio Bertini (1846–1933), Mathematiker
- Angelo Maffucci (1847–1903), Pathologe
- Luigi Bianchi (1856–1928), Mathematiker
- Paolo Pizzetti (1860–1918), Geodät, Astronom und Geophysiker
- Francesco Flamini (1868–1922), Romanist, Italianist und Komparatist
- Matteo Marangoni (1876–1958), Kunsthistoriker, Kunstkritiker und Komponist
- Carlo Rosati (1876–1929), Mathematiker
- Leonida Tonelli (1885–1946), Mathematiker
- Corradino D’Ascanio (1891–1981), Ingenieur
- Bruno Fattori (1891–1985), Schriftsteller
- Enrico De Negri (1902–1990), Philosoph, Romanist und Italianist
- Paolo Enrico Arias (1907–1998), Klassischer Archäologe
- Gabor Dessau (1907–1983), Mineraloge
- Giuseppe Moruzzi (1910–1986), Neurophysiologe
- Tristano Bolelli (1913–2001), Romanist, Italianist und Keltologe
- Luigi Arialdo Radicati di Brozolo (1919–2019), Physiker
- Tristano Manacorda (1920–2008), Physiker und Hochschullehrer
- Cinzio Violante (1921–2001), Historiker
- Aldo Andreotti (1924–1980), Mathematiker
- Giovanni Prodi (1925–2010), Mathematiker
- Graziano Arrighetti (1928–2017), Gräzist und Papyrologe
- Ennio De Giorgi (1928–1996), Mathematiker
- Edoardo Vesentini (1928–2020), Mathematiker und Politiker
- Vincenzo Di Benedetto (1934–2013), Klassischer Philologe
- Francesco Orlando (1934–2010), Autor, Romanist, Italianist, Französist und Literaturtheoretiker
- Remo Bodei (1938–2019), Philosoph